# Stars League de Catar 2016-17
La temporada 2016-17, fue la 44.ª edición de la Qatar Stars League, el campeonato de máxima categoría del fútbol en Catar. La temporada comenzó el 15 de septiembre de 2016.
El Al Rayyan SC parte como el campeón defensor, luego de obtener su octavo título.

## Equipos
Los clubes Muaither SC y Al-Shahania SC fueron promovidos de la Segunda División de Catar 2015-16. Sustituyeron a los clubes Mesaimeer SC y Qatar SC.

### Datos generales
| Club              | Ciudad       | Estadio                      | Capacidad | Entrenador             |
| ----------------- | ------------ | ---------------------------- | --------- | ---------------------- |
| Al-Ahli           | Doha         | Grand Hamad                  | 13,000    | Luka Bonačić           |
| Al-Arabi          | Doha         | Grand Hamad                  | 13,000    | Gerardo Pelusso        |
| Al-Gharafa SC     | Al-Rayyan    | Thani bin Jassim             | 25,000    | Pedro Caixinha         |
| Al-Kharitiyath SC | Umm Salal    | Al Khor                      | 13,000    | Amar Osim              |
| Al-Khor SC        | Al Khor      | Al Khor                      | 13,000    | Jean Fernández         |
| Al Rayyan SC      | Al-Rayyan    | Estadio Thani bin Jassim     | 25,000    | Jorge Fossati          |
| Al-Sadd SC        | Doha         | Estadio Jassim Bin Hamad     | 14,000    | Jesualdo Ferreira      |
| Al-Sailiya SC     | Doha         | Estadio Jassim Bin Hamad     | 14,000    | Sami Trabelsi          |
| Al-Wakrah SC      | Al Wakrah    | Estadio Al-Wakrah            | 12,000    | Jose Mauricio Larriera |
| El Jaish SC       | Doha         | Estadio Abdullah bin Khalifa | 15,000    | Sabri Lamouchi         |
| Lekhwiya SC       | Doha         | Estadio Abdullah bin Khalifa | 15,000    | Djamel Belmadi         |
| Muaither SC       | Muaither     | Thani bin Jassim             | 25,000    | Phillippe Burle        |
| Al-Shahaniya SC   | Al-Shahaniya |                              |           | Fathi Al-Jabal         |
| Umm-Salal         | Umm Salal    | Estadio Umm Salal            | 13,000    | Bülent Uygun           |

### Jugadores extranjeros
El número de jugadores foráneos está restringida a 4 por equipo, uno de ellos debe ser un jugador de algún país de la AFC.
| Club              | Jugador 1          | Jugador 2         | Jugador 3            | Jugador AFC          |
| ----------------- | ------------------ | ----------------- | -------------------- | -------------------- |
| Al Ahli SC        | Firmin Mubele      | John Benson       | Farri Agri           | Mojtaba Jabbari      |
| Al-Arabi SC       | Luis Jiménez       | Federico Platero  | Moustapha Bayal      |                      |
| Al-Gharafa SC     | Yassine Chikhaoui  | Vladimír Weiss    | Krisztián Németh     | Masoud Shojaei       |
| Al Kharaitiyat SC | Domingos           | Driss Fettouhi    | Jeremy Bokila        |                      |
| Al-Khor SC        | Madson             | Marco Antonio     | Mouhcine Iajour      |                      |
| Al Rayyan SC      | Sergio García      | Victor Cáceres    | Gonzalo Viera        | Koh Myong Jin        |
| Al-Sailiya SC     | Dragos Grigore     | Raoul Loé         | Paul Efoulou         | Faouzi Aaish         |
| Al Sadd SC        | Xavi Hernández     | Baghdad Bounedjah |                      | Morteza Pouraliganji |
| Al-Wakrah SC      | Mouhcine Moutouali |                   |                      | Ali Rehema           |
| El Jaish SC       | Lucas Mendes       | Romarinho         | Abderrazak Hamdallah | Sardor Rashidov      |
| Lekhwiya SC       | Chico Flores       | Youssef Msakni    | Youssef El-Arabi     | Nam Tae-Hee          |
| Umm-Salal         | Yannick Sagbo      | Alan Henrique     | Sanzhar Tursunov     | Tha'er Bawab         |
| Al-Shahaniya SC   | Álvaro Mejía       | Kaled Gourmi      | Mohamed Tiaïba       | Mehrdad Pooladi      |
| Muaither SC       | Matías Mier        | Mahmoud Za'tara   | Ousmane Berthé       | Ahmed Kanu           |

## Tabla de posiciones
| Pos | Equipo              | PJ | PG | PE | PP | GF | GC | Dif | Pts |
| --- | ------------------- | -- | -- | -- | -- | -- | -- | --- | --- |
| 01. | Lekhwiya (C)        | 26 | 19 | 6  | 1  | 79 | 33 | +46 | 63  |
| 02. | Al Sadd             | 26 | 18 | 7  | 1  | 77 | 23 | +54 | 61  |
| 03. | Al Rayyan           | 26 | 15 | 6  | 5  | 53 | 27 | +26 | 51  |
| 04. | El Jaish            | 26 | 13 | 6  | 7  | 45 | 40 | +5  | 45  |
| 05. | Al-Gharafa          | 26 | 12 | 4  | 10 | 42 | 43 | -1  | 40  |
| 06. | Umm Salal           | 26 | 9  | 10 | 7  | 32 | 35 | -3  | 37  |
| 07. | Al Kharaitiyat      | 26 | 10 | 4  | 12 | 27 | 32 | -5  | 34  |
| 08. | Al Sailiya          | 26 | 8  | 7  | 11 | 32 | 45 | -13 | 31  |
| 09. | Al Arabi            | 26 | 8  | 4  | 14 | 39 | 56 | -17 | 28  |
| 10. | Al-Ahli             | 26 | 7  | 6  | 13 | 33 | 45 | -12 | 27  |
| 11. | Al-Khor             | 26 | 6  | 7  | 13 | 27 | 40 | -13 | 25  |
| 12. | Al-Shahaniya SC (D) | 26 | 3  | 13 | 10 | 30 | 53 | -23 | 22  |
| 13. | Muaither SC (D)     | 26 | 5  | 5  | 16 | 25 | 48 | -23 | 20  |
| 14. | Al-Wakrah (D)       | 26 | 2  | 9  | 15 | 29 | 50 | -21 | 15  |

Pts = Puntos; PJ = Partidos jugados; G = Partidos ganados; E = Partidos empatados; P = Partidos perdidos; GF = Goles anotados; GC = Goles recibidos; Dif = Diferencia de goles

(C) = Campeón. (D) = Descendido.

Fuente:
1. ↑  Ganador de la Copa del Emir de Catar 2017.
2. ↑  Debido a la fusión del equipo con el Lekhwiya SC para formar el Al-Duhail SC, no ocuparán plaza en torneos internacionales.

|  | Liga de Campeones 2018                 |
|  | Liga de Campeones 2018 (Play-Off)      |
|  | Copa de Clubes del Mundo Árabe 2017-18 |
|  | Copa GCC 2018                          |
|  | Play-Off a la Qatargas League 2017-18  |
|  | Descenso a la Qatargas League 2017-18  |

## Promoción y permanencia
| 19 de abril de 2017 | Al-Shahaniya SC | 0:1     | Qatar SC                      | Estadio Abdullah bin Khalifa, Doha |  |
|                     |                 | Reporte | 61' Ibrahim Jamal Abdelfattah |                                    |  |

Qatar SC asciende a la máxima categoría.